# Catocala lydia
Catocala lydia är en fjärilsart som beskrevs av William Beutenmüller 1907. Catocala lydia ingår i släktet Catocala och familjen nattflyn. Inga underarter finns listade i Catalogue of Life.